# Relations entre le Niger et l'Union européenne
Les relations entre le Niger et l’Union européenne reposent principalement sur l’accord de Cotonou. En vertu de son article 96, la coopération entre l'Union et le Niger avait été suspendue à la suite du coup d’État de 2010 mais fut rétablie à la suite du rétablissement de l'ordre constitutionnel en juin 2011. En 2024, L’Union européenne rappelle son ambassadeur au Niger, après des infuse émises, par le Niger sur la gestion de l’aide humanitaire.

## Sources

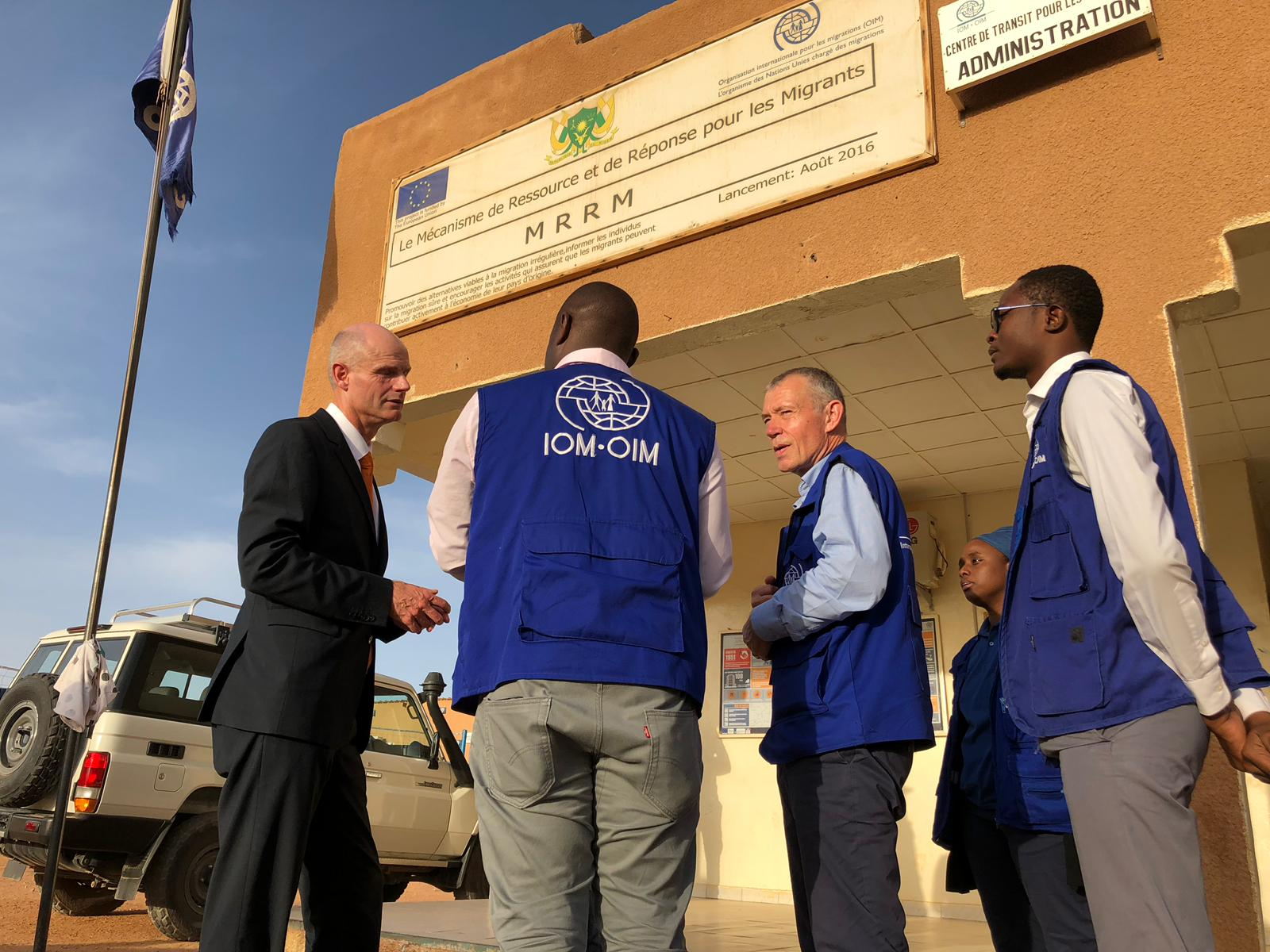
Bureau de l'office du Mécanisme de Réponse et de Ressources pour les Migrants à Agadez.

## Compléments